# Pieczęć stanowa Kolorado

Pieczęć stanowa Kolorado

Pieczęć stanową Kolorado wzorowano na pieczęci Terytorium Kolorado przyjętej 6 listopada 1861 roku przez Pierwsze Zgromadzenie Terytorium. Obecna, różni się tylko słowami State Of Colorado i datą 1876, kiedy Terytorium zostało przyjęte do USA jako trzydziesty ósmy stan.
Przedstawia oko opatrzności, podobnie jak na rewersie Wielkiej Pieczęci Stanów Zjednoczonych. Poniżej rzymski fasces, tobół brzozy lub wiązów z toporem. Związane są przez opaskami w kolorze flagi państwowej, symbolizując Unię i Konstytucję. Fasces symbolizuje republikańską formę rządów; tobół – siłę, a topór – władzę sądowniczą. Poniżej, narzędzia górnicze. Przepaska zawiera motto Nil Sine Numine (łac. Nic bez woli bożej).
Projektantem pieczęci Terytorium był Lewis Ledyard Weld – Sekretarz Terytorium, mianowany w lipcu 1861 roku przez Abrahama Lincolna. Swój wkład miał także gubernator William Gilpin. Obaj mieli wiedzę z zakresu sztuki i heraldyki.